# Gustav Scheutz
Gustav Scheutz, född 28 november 1900 i Algutsboda församling, död 18 maj 1967 i Hedvig Eleonora församling, Stockholm, var en svensk filmproducent och ägare till Europafilm där han var vd 1930–1967. 
Scheutz kom från en gammal glasblåsarsläkt och fadern Abdon Scheutz drev Alsterbro glasbruk. Farfadern Reinhold Viktor Scheutz hade grundat Boda glasbruk 1864 och Alsterbro glasbruk 1871. Släkten Scheutz hade invandrat från Böhmen 1742. Scheutz tog studentexamen Lund i Stockholm och studerade sedan på Stockholms Handelshögskola för en avslutande studietid på Pitman's College i London. Han gjorde sedan karriär inom filmindustrin som styrelsemedlem i Svensk-engelska film där han även var vd.  
Europafilm grundades 1930 av Gustav Scheutz tillsammans med brodern Per Scheutz, med stöd av regissören Schamyl Bauman. Bolagets första film blev Kärlek och landstorm. Bolaget använde från 1933 en nedlagd cementplattefabrik i Mariehäll i Bromma som inspelningslokaler. Scheutz kunde bygga upp en omfattande filmverksamhet, bland annat genom många framgångsrika filmer med Edvard Persson.
När Bo Widerberg kritiserade den svenska filmen i början av 1960-talet kom Gustav Scheutz att erbjuda honom att göra film på Europafilm vilket ledde fram till de kritikerrosade filmerna Barnvagnen (1963) och Kvarteret Korpen (1963). Även Jörn Donner gjorde film på Europafilm sedan filmavtalet väckt Gustav Scheutz intresse för kvalitetsfilm.
Scheutz ligger begravd på Norra begravningsplatsen i Solna.